# Namn- och bildlagen
Namn- och bildlagen eller lagen om namn och bild i reklam (1978:800), är en lag som förbjuder näringsidkare att i sin marknadsföring nyttja annans namn eller bild utan dennas samtycke. Den som uppsåtligen eller av grov oaktsamhet bryter mot lagen ska dömas till böter.
Den som brutit mot lagen eller medverkat till att lagen brutits ska utge skäligt vederlag till den vars namn eller bild nyttjats. Om en arbetstagare hos en näringsidkare har begått brott mot lagen i tjänsten, ska näringsidkaren utge vederlaget istället för arbetstagaren.
Detta är ett så kallat målsägandebrott, och sålunda får åklagare endast väcka åtal om den som drabbats angivit brottet till åtal eller åtal är påkallat från allmän synpunkt.
Förre finansministern Kjell-Olof Feldt anmälde 1990 två annonser där hans namn och bild använts i marknadsföring av revisionsbyrån Grant Thornton Sweden och Sveabanken. År 1992 fastställde Svea hovrätt i två domar att de verkställande direktörerna i de båda bolagen grovt oaktsamt tillåtit publiceringen och de dömdes till 2 000 kronor i böter vardera.